# Ammophila hemilauta
Ammophila hemilauta là một loài tò vò trong họ Sphecidae, thuộc chi Ammophila. Loài này được Kohl miêu tả khoa học đầu tiên năm 1906.